# یوتای تانی

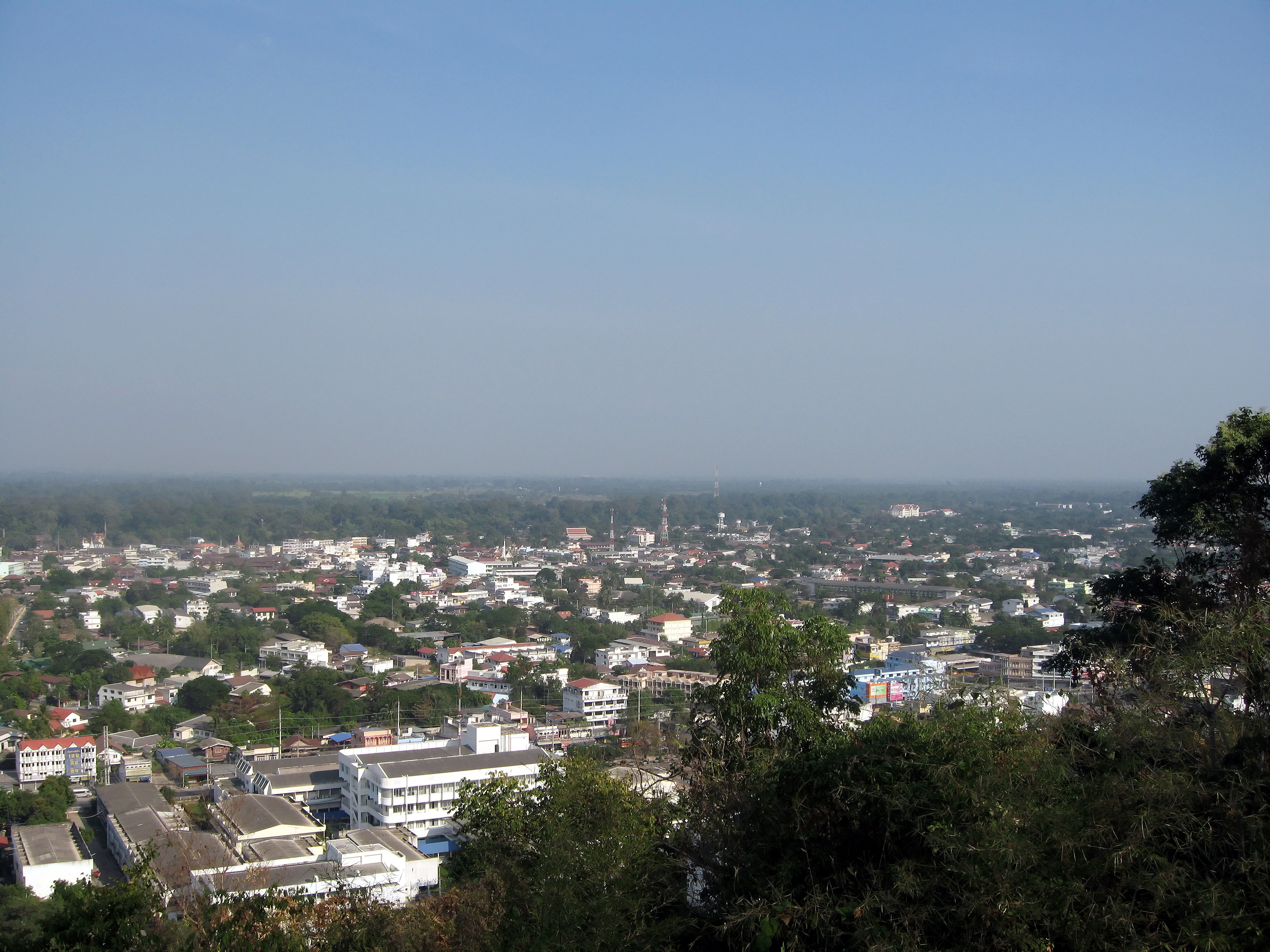
تصویری از شهر یوتای تانی در تایلیند

یوتای تانی (به تایلندی: เทศบาลเมืองอุทัยธานี) یک شهر در تایلند است که در استان یوتای تانی واقع شده‌است.

## خصوصیات
یوتای تانی کیلومترمربع مساحت و طبق سرشماری سال ۲۰۰۸ بالغ بر ۱۶٬۷۸۷ نفر جمعیت دارد و در حدود ۲۰۰ کیلومتری شمال غربی بانکوک واقع شده‌است.